# 热尔梅娜·德·斯塔尔
安娜·露易丝·热尔梅娜·德·斯塔尔-荷尔斯泰因（法語：Anne Louise Germaine de Staël-Holstein，法語發音：[an lwiz ʒɛʁmɛn də stal ɔlstajn]；婚前姓内克尔 (Necker)；1766年4月22日—1817年7月14日），以斯塔尔夫人（Madame de Staël，[madam də stal]）而著名。法国小说家、随笔作者。祖籍瑞士法语区。

## 概述
热尔梅娜·德·斯塔尔的原名為安娜·露易丝·热尔梅娜·内克尔（Anne-Louise Germaine Necker）。她的父亲是瑞士日内瓦银行家雅克·内克尔（随后成为法国国王路易十六的财政大臣），母亲苏珊·屈尔绍是瑞士沃州人。她从小生活在一群常常光顾她母亲沙龙的资产阶级知识分子（乔治-路易·勒克莱尔·德·布封、让-弗朗索瓦·马蒙泰尔、梅尔基奥·吉姆、爱德华·吉本、纪尧姆-托马·雷纳尔、让-弗朗索瓦·德·拉阿尔普）中间。1786年她嫁给了瑞典駐法國大使埃里克·马格努斯·斯塔尔-荷尔斯泰因公爵（Erik Magnus Staël von Holstein，1749-1802），比她年长17岁。
成为斯塔尔夫人之后，她的感情生活跌宕起伏。1794年她与作家、政治家邦雅曼·康斯坦相识，他们之间有一段尤其轰动的爱情故事。在法国，她将那些当时并不为人所知的德语作家的浪漫主义作品推广开来，并以此而闻名。
她的文学地位因为散布作品而奠定：
- 《关于卢梭作品和性格的书信》 （Lettres sur les ouvrages et le caractère de Jean-Jacques Rousseau）（1788）
- 《关于激情对于个人与国家幸福的影响》（De l'influence des passions sur le bonheur des individus et des nations）（1796）
- 《关于受尊重的文学与社会制度的关系》（De la littérature considérée dans ses rapports avec les institutions sociales）（1800）

拿破仑认为她是令人生畏的女阴谋家，将她从法国驱逐出境。她于是定居在瑞士科佩家族城堡，在那里与科佩家族生活在一起，出版了《戴尔芬》（1802）、《科林娜或意大利》（1807）、《关于德国》（1810/1813）。
1802年她的丈夫逝世后，她在1811年嫁给了一个年轻的日内瓦官员阿尔贝·德·罗卡（Albert de Rocca），并由于波旁王朝复辟重回巴黎，建立了她的沙龙。1817年在公爵举办的一场舞会上，她突然中风，不久后因此离开人世。留下了一部未完成的《关于法国大革命的主要事件的评论》（Considérations sur les principaux événements de la Révolution française），这部作品在1818年被出版。

## 生平

### 青年时期

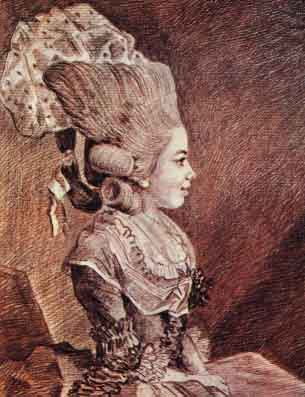

热尔梅娜·内克尔1766年4月22日出生于巴黎米歇尔伯爵大街。她由她的母亲带大。她的母亲是一个新教牧师的女儿，虔诚的宗教信徒。热尔梅娜从小接受的是跟卢梭所推崇的相反的教育方法。卢梭认为智力开发应该跟随着感官完善而发展。而热尔梅娜的母亲认为智力的培养在于早期的大量观点的汇集。
巴黎社会生活的审美观和家庭在政治上的利益使她和法国的关系越来越密切。还不到14岁的时候，她便有自己的社交生活，就会和母亲的沙龙里的座上客交谈。她学习英文，拉丁文，舞蹈艺术，音乐，朗诵，演讲，并常常观看戏剧。她的博学让她在同龄的，接受传统教育的女孩中出类拔萃。大家都惊叹于她的聪敏机灵。
父亲的声望为她打开了欧洲贵族和文化之门。她的父母不想要一个天主教的女婿，但在法国贵族当中很少有新教徒。而那些和他们有来往的瑞士朋友又被认为是外省人。她拥有很多颇负盛名的追求者：德·费尔森，瑞典大使，梅克兰布先生，随后成为她情夫之一的路易·德·纳博纳，甚至还有被她拒绝的小威廉·皮特都在其中。最终，瑞典大使，长她17岁的斯塔尔-荷尔斯泰因男爵受到了她的青睐。他们婚后有了孩子古斯达文尼，孩子的教父是古斯达夫三世。奥古斯特和阿尔贝可能是她与路易·德·纳博纳的孩子。艾伯丁，未来的德布罗伊女公爵则她与邦雅曼·康斯坦的女儿。她与阿尔贝·德·罗卡结婚前边有了他们的儿子，路易-阿方斯·若加。

### 年轻的女人
第一次婚姻是父母安排好的婚姻，根本不是有爱的婚姻，甚至是不快乐的婚姻。年轻的女人开始在其他地方寻找她没有的幸福。其实，她的整个一生都在寻找幸福，而她一生却并没真正找到。在她的母亲之后，她也开起了自己的沙龙，在那里接待新一代的传播新思想的与她志同道合之士。他们当中有参加过美国独立战争的人们，有拉法叶侯爵、克莱蒙-托内尔、德·蒙莫朗西、路易·马克·安托万·德·诺瓦耶、孔多塞。还有她那时最喜欢的三个人路易·德·纳博纳，她的初次热烈的爱情；德·蒙莫朗西-拉瓦尔，她一生的朋友；夏尔·莫里斯·德塔列朗-佩里戈尔，她友谊的背叛者。
她和夏尔·莫里斯·德塔列朗-佩里戈尔一生都保持着书信联系。

### 大革命
受英格兰的革命，卢梭和启蒙思想的熏陶，她赞成并欢迎大革命的到来。并在1789年5月5日参加了联合议会的开幕。然而，从1792年以后，她的处境变的困难。由于支持君主立宪制，她和许多共和派及专制主义者断绝了往来。在1793年她不得不退居到英格兰，在那里和那些进出她的沙龙的朋友生活了几个月的时间。她的流亡生活也由此开始。
热月政变之后她重回法国，在九月出版了关于皇后的诉讼的反思（Réflexions sur le procès de la Reine）, 在书中为玛丽·安托瓦内特辩护，并向其他妇女揭露女性悲惨的社会状况。从此，她自己出版自己的文学作品，讲述过去经典的寓言故事，历史小说，描写古老的社会背景，用这种当时看来先进的手法来表现她所处的时代的人物特点和社会状况。

### 拿破仑
1798年1月3日，夏尔·莫里斯·德塔列朗-佩里戈尔将她引荐给波拿巴将军，这次会见让她看到了一个能够将大革命的理想变为现实的将军；她随后又与拿破仑会见了几次。由于对拿破仑印象深刻，她用问题攻击他：“—将军，对您来讲，女人中的第一是谁？”“—就是生的孩子最多的那个女人，夫人。”据说他是这样回答她的。
雾月政变之后，斯塔尔夫人的幻想破灭。很多人都生活在地下状态，而关于政治哲学的写作写是被禁止的。与其在沉默中自我保护，她选择了继续出版她的小说，这些书也为她赢来了很多声誉。同时，她开始了越来越频繁的流亡生活。

### 流亡
1803年，斯塔尔夫人必须远离巴黎，甚至不得靠近巴黎14里（法国古里，一里约四公里），她的例子成为了这个时期作家个人与强权斗争的典型。在此时出版的戴尔芬（Delphine）時，她揭露了她所处时代的政治和社会问题，亲英主义，新教对天主教的优越地位，离婚，从各个方面揭露大革命之后妇女在父系社会下的悲惨遭遇。这些当然不是为了讨好拿破仑。成为帝王的拿破仑，在他的民法典中，他镇压妇女在大革命中取的权益，女性将在随后的一百年里为之恢复而战斗。
这部作品使得斯塔尔夫人闻名整个欧洲。同时也引来了代表帝国的恶意的批评。
1802年，失去丈夫以后，她与邦雅曼·康斯坦保持了一段很长时间的关系。他们是在1794年相遇，当时邦雅曼陪同她流亡。同样是新教，同样来自瑞士沃州，但是邦雅曼却只喜欢生活在巴黎。他既不能定居在德·斯塔尔身边，也不能定居在其他地方。他们之间的关系，漫长而轰轰烈烈，他们的爱情也成为文学历史上最动人的爱情故事之一。但是德·斯塔尔支配一切的欲望和邦雅曼·康斯坦的欺骗，最终使两人在康斯坦的一次求婚失败之后分道扬镳。
1811年，她与比她小22岁的祖籍瑞士的年轻官员结婚了，并有了一个儿子。
邦雅曼·康斯坦以悲剧般的激情爱上了雷卡米耶夫人。德·斯塔尔这样写他：一个只爱不可能的男人。
从1803年末到1804年春天，她与邦雅曼·康斯坦在德国进行了为期数月的旅行，所到之地，她都被当作国家首脑一样接待。在那里她学习德语，遇到席勒，歌德,以及当时德国几乎所有数得上的艺术家。她渐渐发现了法国人所不了解的德国文学。並且在她的作品关于德国（De l'Allemagne)中描绘了一个感情丰富而天真纯朴额德国，她的描述影响了法国人在整个19世纪对德国的看法。她同时在1803年底游历了意大利。用斯塔尔夫人的话说，要有欧洲精神。
回到她处于拿破仑时代唯一可以生活的科佩城堡以后，她开始动笔写科林娜或意大利（1807），在这部作品中，女主人公寻找自身的独立，最终死于这场找寻。在这里，她也成为科佩城堡知识分子圈的沙龙女主人。
1810年关于德国印刷出版之后，作品当中对于帝国的强烈抨击使她到处被追捕，1814年她真正开始了永不平静的流亡生活。她的作品全部被禁止出版。她和活下来的两个孩子及丈夫阿尔贝·德·罗卡一起逃亡。因为希望求助于英格兰，她被迫取道俄国，并住在圣彼得堡，并在那里被普希金邀请。在那里她开始准备撰写新书关于俄国和北部王国（De la Russie et des royaumes du Nord）—这部书只在她去世后才出版。在圣彼得堡，她同时也遇见了拿破仑的坚决反对者海因里希·弗里德里希·卡尔·冯·施泰因帝国男爵。她最终躲避在斯德哥尔摩，呆在瑞典王子卡尔十四世·约翰身边，成为反对拿破仑联盟的女谋士，取得了政治地位。
1813年她回到英格兰。在伦敦遇到了未来的路易十八。她期望能够成为实现君主立宪的领袖。1814年，她回到法国，发表了萨福（Sapho）和关于自杀的思考（Réflexions sur le suicide）。在这两部作品里，才华出众但不被人理解的女性最终在爱情和痛苦当中死去。

### 后记
回到巴黎之后，她会见了一些国王，部长，和将军。在一个女性影响力还未被人认识到的欧洲，斯塔尔夫人曾经期望成为拿破仑的女参事，是一个真正有政治抱负的女人。她是一个活动家，一个宣传家。在拿破仑第一次被流放期间，虽然她谨慎地与波旁王朝联盟，斯塔尔夫人还是向拿破仑通知了一次有预谋的谋杀。她到城堡拜访病重的约瑟芬·德博阿尔内，向她询问和拿破仑的一起生活的故事。
文学历史上，她是一个在爱情和友情上感情用事的，占有欲强的，专横的女人的形象。她其实是一个很多领域的开拓者。在文学上，她使由皮埃尔·勒道尔引进的“浪漫主义”这个词在法国流行。在她的作品中，她向人们展现了那些被社会枷锁束缚的无法实现自身个性的女性受害者。她为所有女性，以及她自己，诉求幸福的权利。这种幸福的权利与爱的权利相混合，也成为了乔治·桑很多作品中的主体。斯塔尔夫人是在她广泛游历和描绘的欧洲土地上的一位现代女性。

## 相关链接
- （法文） Stael.org, with detailed chronology
- （法文） BNF.fr (Searching "stael").
- Anne Louise Germaine de Staël的作品  - 古騰堡計劃
- Staël, Germaine d （页面存档备份，存于） in The Columbia Encyclopedia, Sixth Edition: 2001-05.
- The Great de Staël （页面存档备份，存于） Richard Holmes on de Staël from The New York Review of Books